# Albac (gmina)
Albac (niem Allenbach) – gmina w zachodniej Rumunii, w okręgu Alba (południowy Siedmiogród).
W roku 2011 gmina miała 2043 mieszkańców. W jej skład wchodzi 16 miejscowości: Albac, Bărăști, Budăiești, Cionești, Costești, Dealu Lămășoi, Deve, După Pleșe, Fața, Pleșești, Potionci, Rogoz, Roșești, Rusești, Sohodol i Tamborești.